# Pietro Bianchi (tornász)
Pietro Bianchi  (Olasz Királyság, Milánó, 1883. március 5. – Olaszország, Milánó, 1965. július 1.) olimpiai bajnok olasz tornász.
Részt vett az 1912. évi nyári olimpiai játékokon Stockholmban. Két torna versenyszámban indult, csapatverseny meghatározott szereken aranyérmes lett, míg egyéni összetettben a hatodik helyen végzett.
Az első világháború után részt vett az 1920. évi nyári olimpiai játékokon Antwerpenban, mint tornász. Európai rendszerű csapat versenyben ismét aranyérmes lett.
Klubcsapata a SG Voluntas Milano volt.